# Canizal Santa Rosa
Canizal Santa Rosa es un caserío peruano ubicado en el distrito de La Unión, perteneciente a la provincia y departamento de Piura, al norte del Perú. 

## Ubicación
Canizal Santa Rosa se ubica al suroeste de la provincia de Piura, en el distrito de La Unión, en el departamento de Piura.

## Demografía
En 2017 Canizal Santa Rosa tenía una población de 772 habitantes.
| Gráfica de evolución demográfica de Canizal Santa Rosa entre 1993 y 2017 |
|                                                                          |
| Fuentes: Población 1993 y 2017                                           |